# Little Wolf (chef cheyenne du sud)
Pour l’article homonyme, voir Little Wolf (chef cheyenne du nord).
Little Wolf (vers 1820 - 1904) est un chef de la tribu cheyenne du sud des États-Unis, connu pour avoir participé à un fameux raid de vol de chevaux avec Yellow Wolf sur les Comanches vers 1830.